# Кузбасская митрополия
Кузбасская митрополия — митрополия Русской православной церкви, образованная в пределах Кемеровской области. Включает в себя Кемеровскую, Мариинскую и Новокузнецкую епархии.
С момента образования митрополии главой является митрополит Кемеровский и Прокопьевский Аристарх.

## История
Образована постановлением Священного синода Русской православной церкви 26 июля 2012 года одновременно с образованием Мариинской и Новокузнецкой епархий.
Учитывая значение Кузбасской духовной семинарии (ранее — Новокузнецкой духовной семинарии) для всей митрополии, её оставили под управлением главы Кемеровской митрополии, хотя расположена она на территории Новокузнецкой епархии.

## Состав
В митрополию включают 3 епархии.

### Кемеровская епархия
Территория — города и посёлок городского типа областного подчинения Кемерово, Белово, Березовский, Гурьевск, Киселёвск, Краснобродский, Ленинск-Кузнецкий, Полысаево, Прокопьевск, а также Кемеровский, Беловский, Гурьевский, Крапивинский, Ленинск-Кузнецкий и Прокопьевский районы.

### Мариинская епархия
Территория — города областного подчинения Анжеро-Судженск, Тайга и Юрга, а также Ижморский, Мариинский, Промышленновский, Тисульский, Топкинский, Тяжинский, Чебулинский, Юргинский, Яйский и Яшкинский районы.

### Новокузнецкая епархия
Территория — города областного подчинения Калтан, Междуреченск, Мыски, Новокузнецк и Осинники, а также Новокузнецкий и Таштагольский районы.